# ラシック

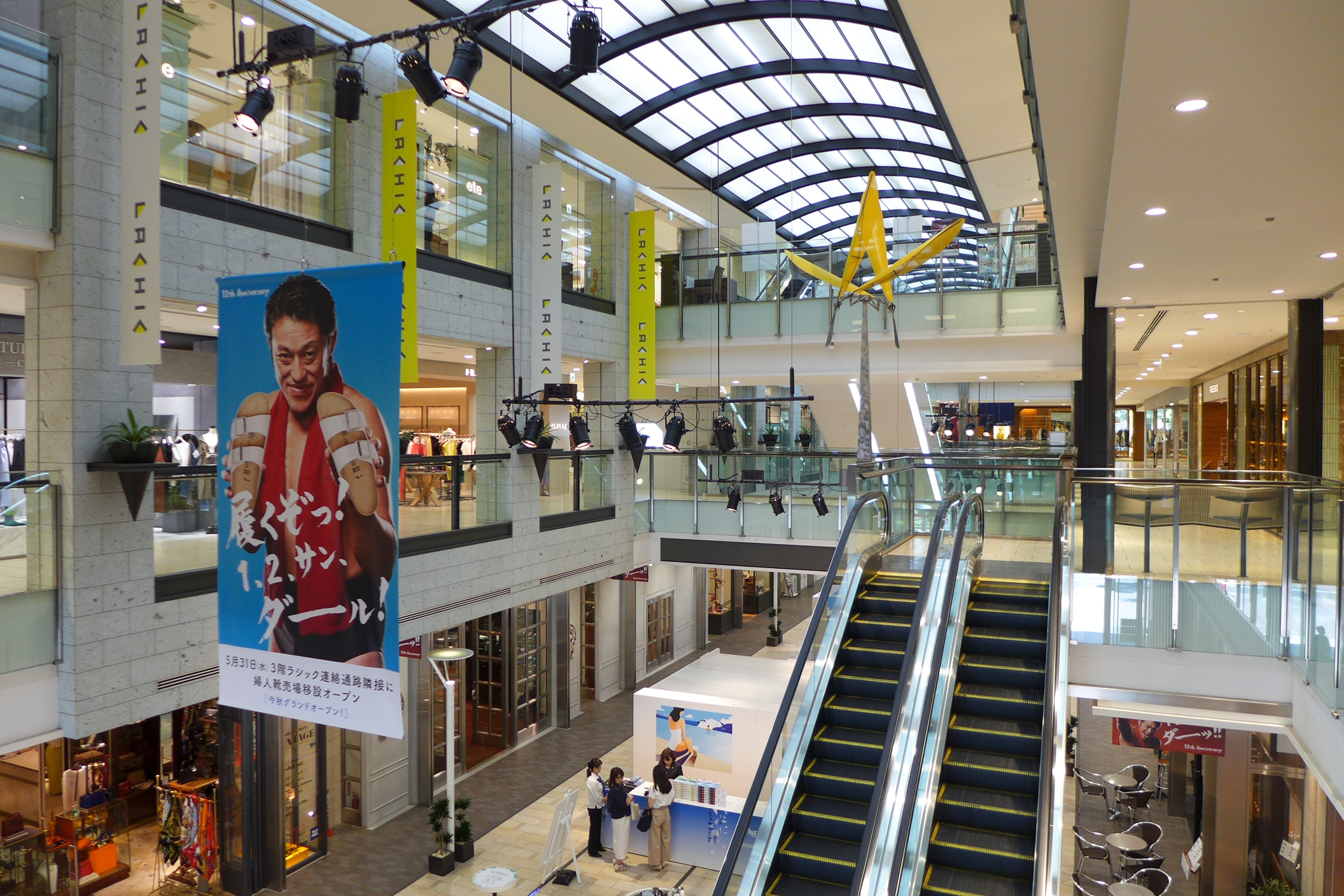
アトリウム

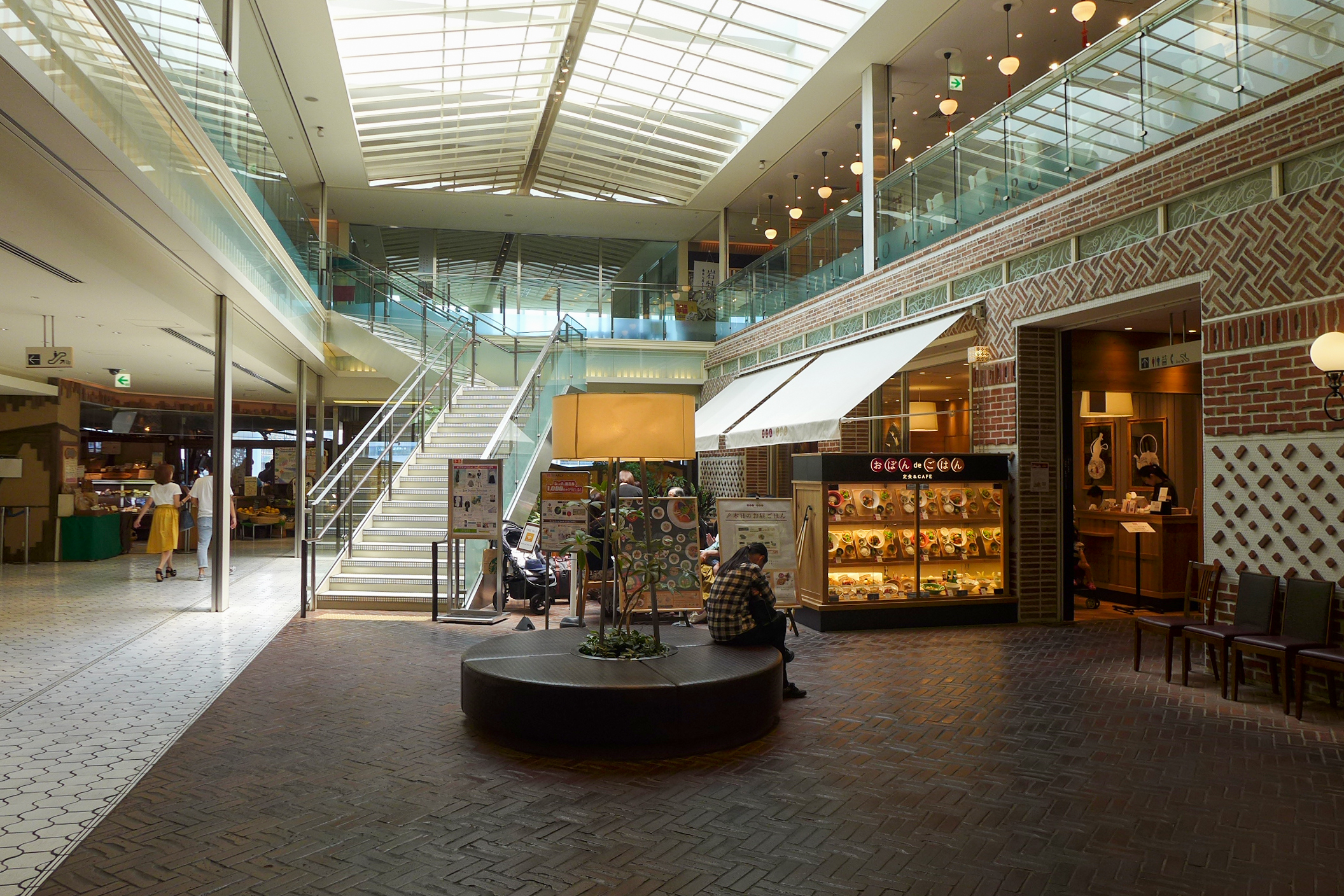
7階アトリウム

ラシック（LACHIC）とは、愛知県名古屋市中区栄三丁目6番地1号の栄三丁目ビルディング内にある複合商業施設である。
2014年（平成26年）9月13日に福岡三越にラシック福岡天神が開店した。

## 概要・名称の由来
「ラシック」とは、「自分らしく」という言葉からの造語である。
本来「ラシック」とは最大テナントである名古屋三越ラシック店の運営部分を指すが、オフィス部分を含むビル全体の愛称としてと呼ぶ場合もある。
また、2016年（平成28年）度まではセールなどのプロモーションや広告展開において「三越」の名称は一切使用されていなかったが、2017年度からは名古屋三越栄店と共同で広告を出すこともある。ビルは、三越が中心となって設立した栄三丁目6番街区市街地再開発組合が建設と所有を担当している。
「三越名古屋栄店（現：名古屋三越 栄店）」の新館として開業し、同店の売上に計上されることになったため、当館の開業から2ヶ月連続で同店の売上が対前年比で2ケタの増加となった。
その後、三越伊勢丹専門館事業部の運営となっていたが、2013年（平成25年）度に「名古屋三越」に移管され、栄店の新館ではなく、ラシック店（別店舗）となった。
かつて三越系列の百貨店直営の専門館では、三越伊勢丹直営の専門館である新宿三越ALCOTT（アルコット）が、百貨店そのものから転換した（かつての三越新宿店）こともあり日本百貨店協会会員店として扱われていた。2020年4月8日現在、ALCOTT、ラシックとも会員店としては扱われていない。ただし、百貨店共通商品券や、百貨店ギフトカード、三越伊勢丹グループ発行の自社商品券、三越と提携している会社発行の商品券は使うことができる。

## 沿革
当地には以前、旧オリエンタル中村栄本店（名古屋三越栄店の前身）の駐車場や大垣共立銀行名古屋支店（現在は同ビル1階・7階に入居）、寺院などがあった。
- 1988年（昭和63年）12月 - 栄三丁目再開発協議会発足。[要出典]
- 1990年（平成2年）2月 - 栄三丁目地区市街地再開発準備組合設立。[要出典]
- 1999年（平成11年）2月 - 栄三丁目6番街区市街地再開発準備組合設立[13]。
- 2001年（平成13年）11月 - 都市計画決定[13]。
- 2002年（平成14年）3月 - 組合設立認可。[要出典]
- 2002年（平成14年）6月 - 権利変換計画認可。[要出典]
- 2002年（平成14年）7月 - 着工[13]。
- 2005年（平成17年）3月9日 - 栄三丁目ビルディング完成。三越経営の「ラシック」が開店[1]。
- 2013年（平成25年）4月1日 - 株式会社三越伊勢丹専門館事業部から株式会社名古屋三越に運営譲渡され、名古屋三越ラシック店となる。

## 周年広告
毎年3月に迎える周年広告は、年数に掛けた駄洒落と組み合わせたものを使うのが恒例となっている。
- 2006年 - 1歳（サイ）と掛けて、東山動植物園のサイをキャラクターに開業1周年を祝う[14]。
- 2007年 - 2歳（サイ）ダー!と掛けて、2本のサイダーで開業2周年を祝う[14]。
- 2008年 - 3歳（さんさい）と掛けて、JR東日本信越本線（現在はしなの鉄道北しなの線）・三才駅が広告に登場し開業3周年を祝う。キャッチコピーは「ここは、ずっと前から三才。ラシックは、今年三才。」（「ここ」とは三才駅のことを指す。）
- 2009年 - 4（ヨン → ヨーン）と掛けて、石垣島を走る東運輸バスの「ヨーン停留所」が広告に登場し開業4周年を祝う。なお「ヨーン」は石垣島の方言で「暗い場所」という意味。
- 2010年 - 5歳（ゴサイ → ゴーサイ）と掛けて、上野恩賜公園の西郷（サイゴー）隆盛像が広告に登場し開業5周年を祝う。キャッチコピーは「ゴーサイでごわす。」店内には発泡スチロール製の西郷像のレプリカも展示。
- 2011年 - 6（ロク）ダと掛けて、6匹のラクダをキャラクターに開業6周年を祝う。キャッチコピーは「ろくだ。」
- 2012年 - 7（ナナ → ニャニャ）周年と掛けて、浅草・今戸神社の招き猫が広告に登場し開業7周年を祝う。店内には今戸神社の招き猫のレプリカも展示。
- 2013年 - 8（エイト）と掛けて、フルタ製菓の「ハイエイトチョコ」が広告に登場し開業8周年を祝う。キャッチコピーは「ハイ! エイト。」。店内にはハイエイトチョコの巨大レプリカも展示。なおハイエイトチョコは発売開始から45年を超えている。
- 2014年 - 9歳（9さ〜い）と掛けて、チャーリー浜をキャラクターに、自身の持ちギャグを使用したキャッチコピー「ごめん9さ〜い♥」で開業9周年を祝う。
- 2015年 - 「ちょうど10年」と掛けて、具志堅用高をキャラクターに、自身の口癖を使用したキャッチコピー「ちょっ10ね〜ん」で開業10周年を祝う。なおキャッチコピーのデザインは片岡鶴太郎が手掛けた。
- 2016年 - 「幸」（さち）の漢字が漢字の「十一」と数字の「11」の組み合わせで出来ていることに掛けて、「11th アニバーサチー」で開業11周年を祝う。
- 2017年 - 12歳（じゅう、に、さい）ダー!と掛けて、アントキの猪木をキャラクターに、アントニオ猪木の掛け声を使用したキャッチコピー「1 2 さい、ダー!!」で開業12周年を祝う。
- 2018年 - 中日ドラゴンズ背番号13番・岩瀬仁紀投手をキャラクターに、「13周年のラシックへ イワっしゃいまセ!」のキャッチコピーで開業13周年を祝う[15]。同広告で第10回中日新聞社広告賞受賞作品 一般紙の部優秀賞を受賞[17]。
- 2019年 - はるな愛をキャラクターに、彼女の『いうよねー』とラシック14周年を掛けて、「じゅうよね〜ん!」のキャッチコピーで開業14周年を祝う。
- 2020年 - DJ KOOをキャラクターに、自身の芸名とラシック15周年を掛けて、「でぃじゅーごーといいじゅうごー!」のキャッチコピーで開業15周年を祝う。

## 店舗
愛・地球博の開幕に伴って名古屋が世界的に注目される中、名古屋における新たな注目拠点として開店した。
2022年12月29日まで、大津通側の1階にはZIP-FM STUDIO LACHICがあり、ZIP-FMのサテライトスタジオとしてここから番組が生放送されていた。最終日の生放送はBEATNIK JUNCTION。